# Wild Oats XI
Die Segelyacht Wild Oats XI ist eine Super-Maxi-Yacht der Klasse Maxi 30, die Rekordzeithalterin und neunmalige Line Honours Winner-Siegerin der berühmten Hochseeregatta Sydney-Hobart ist. Eigner ist der australischen Multimillionär Bob Oatley, der die Yacht 2005 erbauen ließ und als Winzer und Weinhändler vermögend geworden ist.

## Bau der Yacht
Das auf Maxi-Yachten spezialisierte US-amerikanische Yachtkonstrukteurbüro Reichel Pugh Yacht Design, Inc. aus San Diego (Kalifornien) lieferte ein auf die Längenbeschränkung von 30 Metern optimierten Entwurf nach dem neuesten technischen Standard mit einem schwenkbaren Kiel [canting ballast twin foil (CBTF)] und flexiblem Wasserballast. Die Wild Oats XI wurde von der ebenfalls auf Maxi-Yachten spezialisierten Bootswerft McConaghy Boats im australischen Mona Vale aus Carbon- und Kevlarverstärktem Kunststoff gebaut, um eine große Steifigkeit bei geringem Rumpfgewicht zu erreichen.
Fast baugleich mit Wild Oats XI sind die ebenfalls auf der Bootswerft McConaghy entstandenen Super-Maxi-Yachten Alfa Romeo, Rambler und Morning Glory.

## Sydney-Hobart-Regatta
Bei der ersten Regattateilnahme bei Sydney-Hobart im Jahr 2005 siegte Wild Oats XI erwartungsgemäß unter Skipper Mark Richards in Rekordzeit von einem Tag, 18 Stunden, 40 Minuten und 10 Sekunden und gewann zudem den Tattersall's Cup. Die Super-Maxi-Yacht konnte diesen Erfolg in den darauffolgenden drei Jahren von 2006 bis 2008 wiederholen und gewann so als zweite Yacht in der seit 1945 veranstalteten Regatta drei Mal bzw. als erste Yacht vier Mal in Folge.
Bei der 65. Auflage der Regatta 2009 musste sich Wild Oats XI der Yacht Alfa Romeo geschlagen geben und beendete das Rennen nach 628 nautischen Meilen auf dem zweiten Rang. Doch schon ein Jahr später kürte sich die Crew der Wild Oats XI zum fünften Mal bei diesem Segelklassiker als Line Honours Winner. Die Yacht konnte allerdings knapp eine Disqualifikation vermeiden, da sie gegen die Segelanweisungen verstoßen hatte. Wild Oats XI hatte sich falsch am Wegpunkt Green Point bei der Regattaleitung gemeldet. 2011 wurde die Yacht von Investec Loyal mit dem minimalen Vorsprung von 3:08 Minuten auf den zweiten Platz verdrängt.
Im Jahr 2012 stellte Wild Oats XI bei Sydney-Hobart eine neue Rekordzeit (ca. 17 Minuten schneller als 2005) von nun einem Tag, 18 Stunden, 23 Minuten und 12 Sekunden auf und sicherte sich somit sowohl den Line Honours Winner-Titel als auch den Tattersall's Cup. Damit gelang es Skipper Mark Richards und seiner 18-köpfigen Crew zum zweiten Mal nach 2005 das Treble bei Sydney-Hobart zu gewinnen. Möglich wurde der neue Segelrekord durch die Umbauten an der Yacht im Jahr 2012, die die Unterwasserkonfiguration betraf (ein zusätzliches Schwert vor dem Mast und ein modifizierter Flügelkiel) und durch ein neues Code Zero Vorsegel von North Sails, das am Bugspriet ausgerollt wird und wie eine Genua geschotet ist. Im Jahr 2014 stellte Wild Oats XI einen neuen Rekord auf: 8 Siege nach gesegelter Zeit (Line Honours).  Im Jahr 2015 wurde die Yacht stark modifiziert. Die Letzten 2 Meter des Schiffes wurden entfernt und dafür der Bug durch einen neuen 2 Meter längerer und leichteren ersetzt. Gleichzeitig wurde das Gewicht der Kielbombe um 400 kg erhöht, ein größerer modernerer Mast installiert und der Bugspriet verlängert, wodurch die Segelfläche vergrößert werden konnte. Allerdings konnte Wild Oats XI in diesem Jahr die Regatta wegen eines gerissenen Großsegels nicht beenden. First Ship Home wurde die Yacht Comanche. In der Regatta 2017 erreichte Wild Oats XI zwar als erste Yacht das Ziel in Hobart, verlor aber durch einen Protest der Konkurrentin Comanche die Trophäe Line Honors und eine neue Bestzeit. Im Jahr 2018 drohte Wild Oats XI nach einem sehr engen Zieleinlauf erneut der Titelverlust First Ship Home durch einen Protest der Yacht Black Jack, die bemängelte, dass das AIS-System zur Schiffsidentifikation bei Wild Oats XI nicht die gesamte Zeit gesendet habe. Der Protest wurde wegen eines Formfehlers abgewiesen. Mit dem Sieg 2018 erreichte Wild Oats XI insgesamt neunmal den prestigeträchtigen Line Honors Titel.

## Sonstige Regatta-Teilnahmen
Wild Oats XI nahm auch erfolgreich an den Regatten der Rolex-Maxi-Worlds vor Porto Cervo, Sardinien und anderen Regatten wie Superyacht Cup und Millennium Cup vor Palma teil. Eigner Bob Oatley plant eine neue jährliche Regattserie für Maxi-Yachten vor Hamilton Island (Queensland) bei dem Great Barrier Reef (Australien).